# Bergville
Bergville ist eine südafrikanische Kleinstadt am Fuß der Drakensberge. Sie gehört zur Gemeinde Okhahlamba im Distrikt Uthukela. Bergville liegt etwa in der Mitte zwischen Durban und Johannesburg auf einer Höhe von 1111 Metern über dem Meeresspiegel. Größere Städte in der Umgebung sind Ladysmith (rund 50 km östlich) und Harrismith (rund 60 km nördlich). Bergville liegt am Tugela zwischen den Stauseen Woodstock Dam und Spionkop Dam. Der Ort ist über die Regionalstraße R74 an das Verkehrsnetz angebunden. 2011 hatte die Stadt 1274 Einwohner.

## Geschichte
Vor den europäischen Siedlern lebten im Gebiet um Bergville die Ngwaneni. 1897 wurden mehrere Handelsstationen errichtet, aus denen sich die Stadt entwickelte. Im Zweiten Burenkrieg errichteten die Briten ein Blockhaus, das bis heute erhalten ist. Außerdem fand die Schlacht von Spion Kop unweit der Siedlung statt. 1903 wurde der Ort Bergville genannt. Bergville ist afrikaans und bedeutet „Bergstadt“. 1962 bekam Bergville den Status als Gemeinde.

## Wirtschaft und Infrastruktur
Bergville ist eine ländliche Stadt mit einer hohen Arbeitslosenquote. Die wirtschaftlichen Aktivitäten beschränken sich zum großen Teil auf Tourismus und Landwirtschaft. Meist wird Mais angebaut. Ein Großteil der Landwirtschaft dient dem Eigenbedarf.
Ein großes Problem ist die mangelhafte Infrastruktur. So ist zum Beispiel die Wasserversorgung nicht gewährleistet und die Menschen sind auf Brunnen angewiesen. Auch die Straßenanbindung der umliegenden ländlichen Gebiete an Bergville ist kaum gegeben.

## Klima
Die durchschnittliche jährliche Niederschlagsmenge in Bergville beträgt 643 Millimeter. Der meiste Niederschlag fällt im Sommer (Oktober bis März). Die geringste Niederschlagsmenge gibt es mit 2 Millimetern im Juli. Der meiste Niederschlag fällt im Januar (125 Millimeter). Die durchschnittliche Höchsttemperatur in Bergville variiert von 19,3 °C im Juni bis zu 27,9 °C im Januar. Der kälteste Monat ist der Juli. Hier liegen die durchschnittlichen Tiefsttemperaturen nachts bei 2,1 °C.

## Sehenswürdigkeiten und Kultur
Die wichtigsten Sehenswürdigkeiten in Bergville sind das oben genannte Blockhaus, Felszeichnungen der San und den Ort der Schlacht von Spion Kop. Außerdem gibt es viele Naturschutzgebiete um Bergville, die für Freizeitaktivitäten genutzt werden können.
In Bergville findet jeweils im Dezember der Bergville-Winterton-Marathon statt und im April wird das Bergville-Radrennen ausgetragen.